# BMW Welt

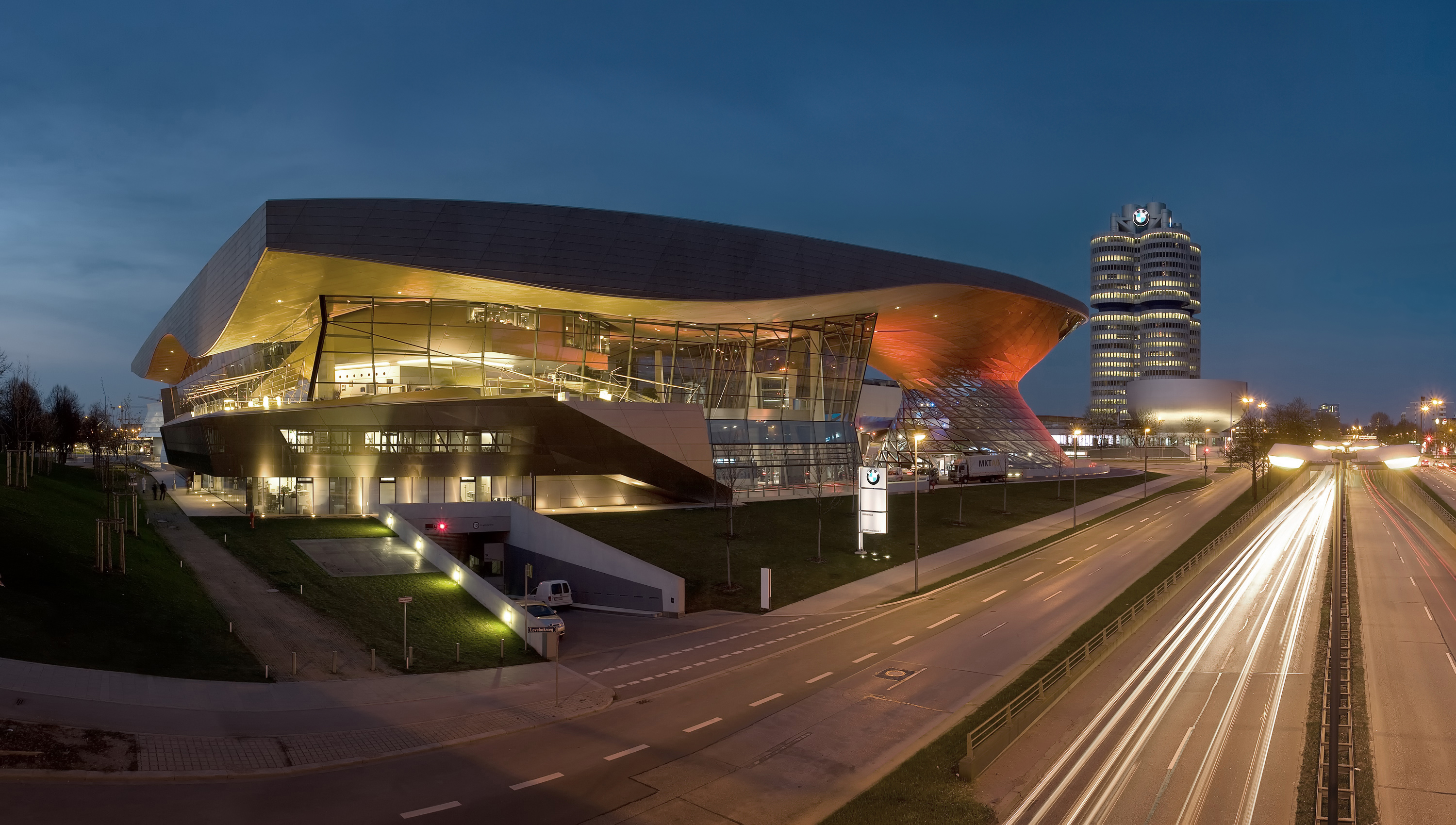
BMW-Welt, nächtlich angestrahlt

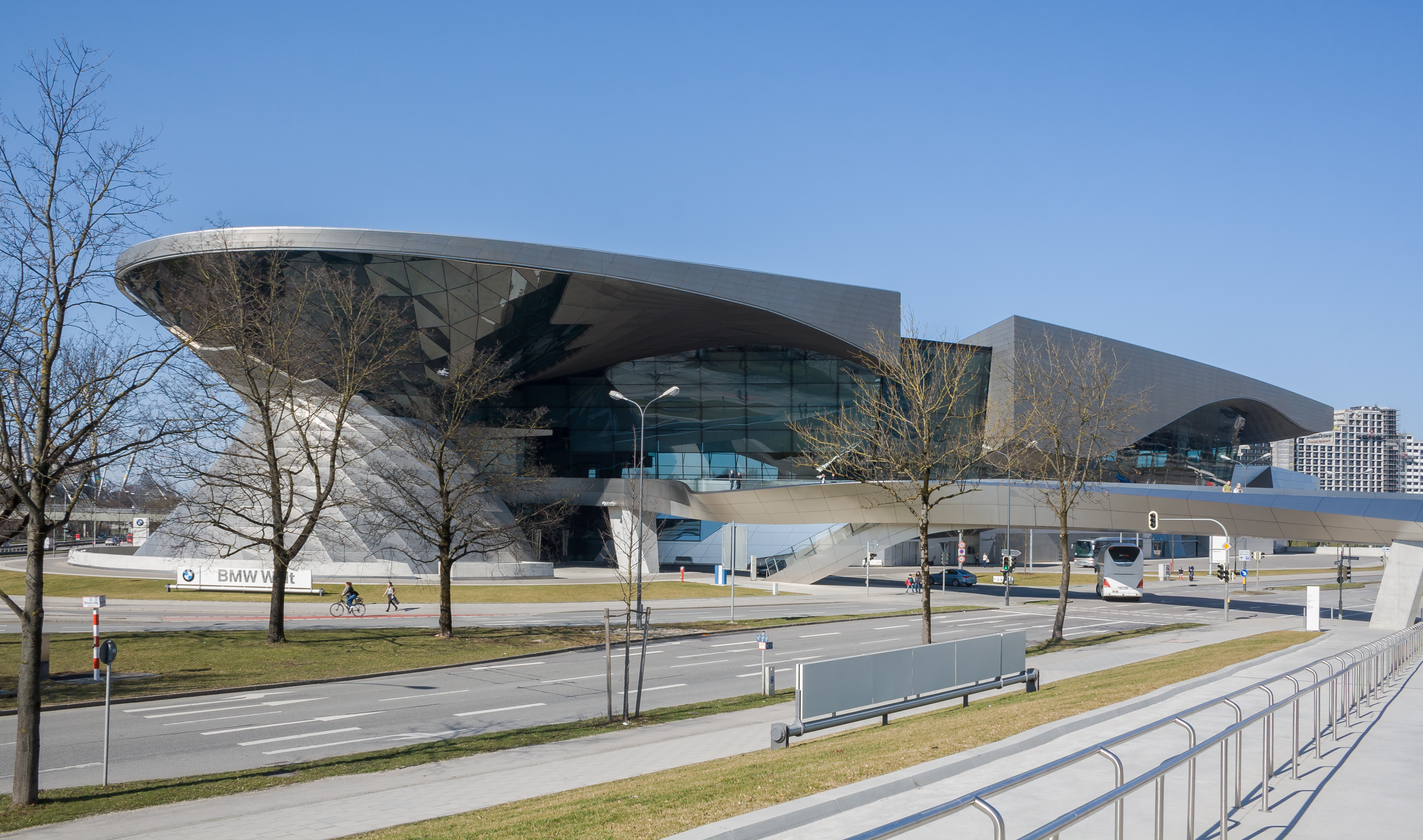
Gebäude bei Tageslicht

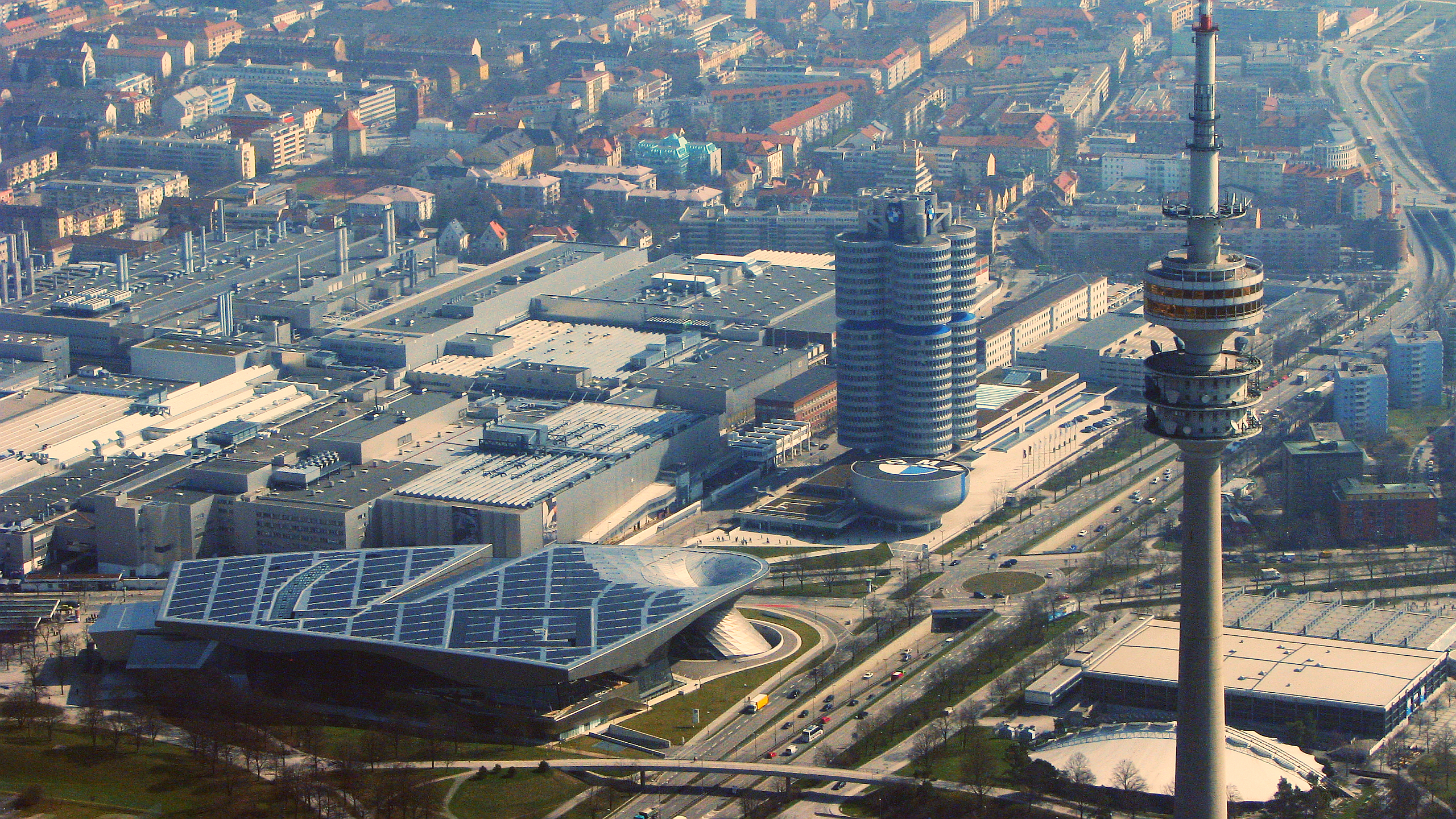
Luftbild BMW-Ensemble: BMW-Welt, Museum und Hauptverwaltung (links vom Olympiaturm)

Die BMW-Welt (Eigenschreibweise BMW Welt) ist ein Ausstellungs-, Auslieferungs- und Veranstaltungsort in München und steht in unmittelbarer Nähe zum BMW-Vierzylinder, dem BMW Museum sowie dem Olympiapark. Sie wurde von August 2003 bis Sommer 2007 erbaut. Die Eröffnung fand am 20./21. Oktober 2007 statt.
Ende September 2023 wurde für den Bereich Motorrad mit der BMW Motorrad Welt eine Entsprechung mit 1000 m² Ausstellungsfläche in einem historischen Backsteingebäude am BMW-Werk Berlin eröffnet.

## Geschichte
Ende der 1990er-Jahre beschloss der Vorstand der BMW AG, ein Auslieferungszentrum zu bauen. Als Standort wurde das Oberwiesenfeld am Georg-Brauchle-Ring Ecke Lerchenauer Straße in München-Milbertshofen gewählt. Es wurde ein Architekturwettbewerb ausgeschrieben, zu dem 275 Architekten ihre Vorschläge einreichten. Eine Expertenjury hat 28 dieser Vorschläge zu einem Auswahlverfahren zugelassen. Ende des Jahres 2001 setzte sich der Entwurf des Wiener Professors Wolf D. Prix mit dem Architektenbüro Coop Himmelb(l)au durch. Tragwerksplaner waren Bollinger und Grohmann.
Die Bauvorbereitungen begannen im August 2003 mit dem Abriss des damaligen BMW Olympia-Parkhauses und dem Aushub der 14 Meter tiefen Baugrube. Die Grundsteinlegung für die BMW-Welt fand am 16. Juli 2004 im Beisein des damaligen bayerischen Ministerpräsidenten Edmund Stoiber und des Oberbürgermeisters der Stadt München  Christian Ude statt.
Zuerst erfolgte der Rohbau der Untergeschosse. Am 2. November 2004 begann mit dem Setzen der Fußpunkte der Bau des Doppelkegels. Im weiteren Verlauf der Bauarbeiten wurden auch die anderen Teile des Gebäudes errichtet. Mit dem Erreichen des höchsten Punktes der Dachkonstruktion konnte im Sommer 2005 Richtfest gefeiert werden. Auf dem Dach wurde eine 8.000 m² große Photovoltaikanlage der Firma Solarwatt installiert. Im Anschluss setzte man die insgesamt 15.000 m² großen Glaspaneelen in die Fassade des Hauptgebäudes und des Doppelkegels ein. Diese Arbeiten waren im November 2006 abgeschlossen.
Es folgte der Innenausbau. Die Übergabe an BMW erfolgte in mehreren Schritten. Als Erstes fertiggestellt war im März 2007 die Fahrzeugaufbereitung im Untergeschoss. Zur Jahresmitte 2007 zog die Verwaltung in den Bürotrakt der BMW-Welt ein und die Automobilauslieferung konnte den Probebetrieb beginnen. 1.000 BMW-Mitarbeiter testeten Anfang September 2007 die BMW-Welt in einer Generalprobe.
Die ursprüngliche Eröffnung war zur Fußball-WM 2006 geplant, was aber nicht eingehalten wurde. – Mit 800 geladenen Gästen aus Politik und Gesellschaft fand am 17. Oktober 2007 die Eröffnungsfeier statt. Beim Tag der offenen Tür am darauffolgenden Wochenende (19. und 20. Oktober 2007) konnten zum ersten Mal Besucher die BMW-Welt besichtigen. Die reguläre Fahrzeugübergabe startete am 23. Oktober 2007. Seit 2009 finden hier auch die Wettbewerbskonzerte zum BMW Welt Jazz Award statt.
Am 28. März 2010 konnte die BMW-Welt nach eigenen Angaben den fünfmillionsten Besucher, am 4. Juli 2012 den zehnmillionsten Besucher begrüßen, 2015 den zwanzigmillionsten Besucher. Mit über drei Millionen Besuchern pro Jahr sind das doppelt so viele Besucher wie im Schloss Neuschwanstein.
Im November 2022 protestierten Mitglieder der Gruppe Scientist Rebellion in der BMW-Welt und forderten eine „sofortige Dekarbonisierung des Verkehrssektors“. Bei den Protestaktionen entstand nach Angaben von BMW ein Schaden von mehreren zehntausend Euro. BMW erstattete Anzeige wegen Sachbeschädigung und Hausfriedensbruch. Die protestierenden Wissenschaftler warfen BMW vor Greenwashing zu betreiben und gegen Klimaziele zu verstoßen.

## Aufbau

### Ausstellung Markenwelt
In der Markenwelt werden Fahrzeuge der Marken BMW, MINI, Rolls-Royce Motor Cars und BMW Motorrad, Motorsport, Innovationen und Technik ausgestellt.

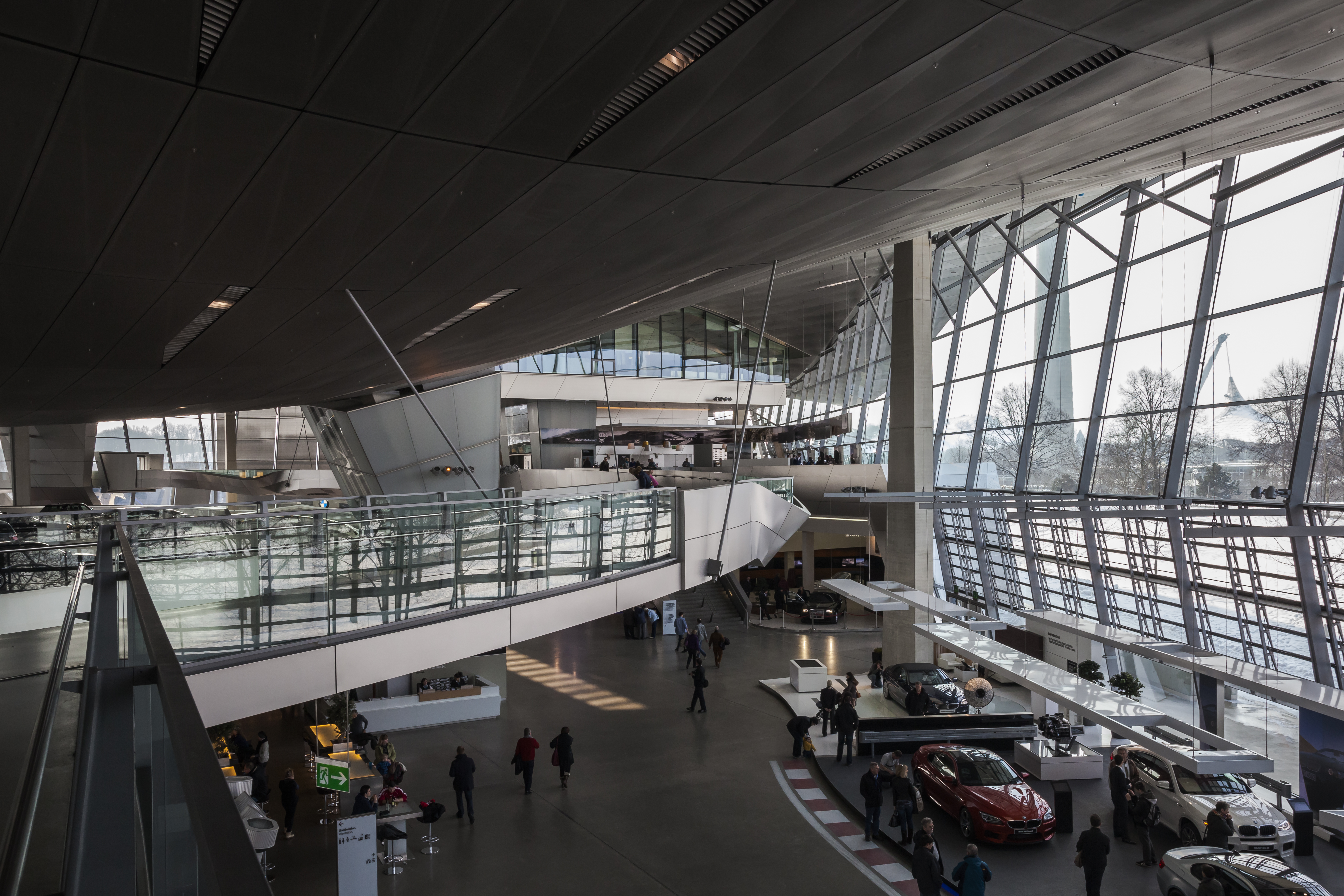
Innenraum-Überblick (vom Westen)

Durch den Bereich der Fahrzeugauslieferung soll dem Kunden für die Abholung seines bestellten Fahrzeugs ein besonderes Erlebnis geboten werden. Im Juli 2013 wurde das 100.000ste Fahrzeug ausgeliefert; am 15. November 2013 erfolgte die erste Abholung eines Elektroautos, dem BMW i3, auf der Premiere. Unter den ersten Abholern war Christine Haderthauer, damalige Leiterin der Bayerischen Staatskanzlei.
Am 5. Juni 2014 ist das Plug-in-Hybrid Fahrzeug BMW i8 erstmals in der BMW-Welt ausgeliefert worden. Thomas Gottschalk hat das Abendevent moderiert. Der BMW i8 ist der erste Serienwagen mit Laserlicht-Technologie und damit nach Aussage des GQ-Magazins „der erste einer neuen Zeit“.

### Gourmetrestaurant
In der BMW-Welt befindet sich das Gourmetrestaurant Esszimmer, das unter Küchenchef Bobby Bräuer im Herbst 2014 mit zwei Michelin-Sternen ausgezeichnet wurde.

## Zahlen, Daten und Fakten
| Baubeginn:     | August 2003  |
| Länge:         | 180 m        |
| Breite:        | 130 m        |
| Höhe:          | 24 m         |
| Solarpanele:   | 3660         |
| Umbauter Raum: | 400.000 m³   |
| Baukosten:     | 500 Mio. EUR |

## Bildergalerie

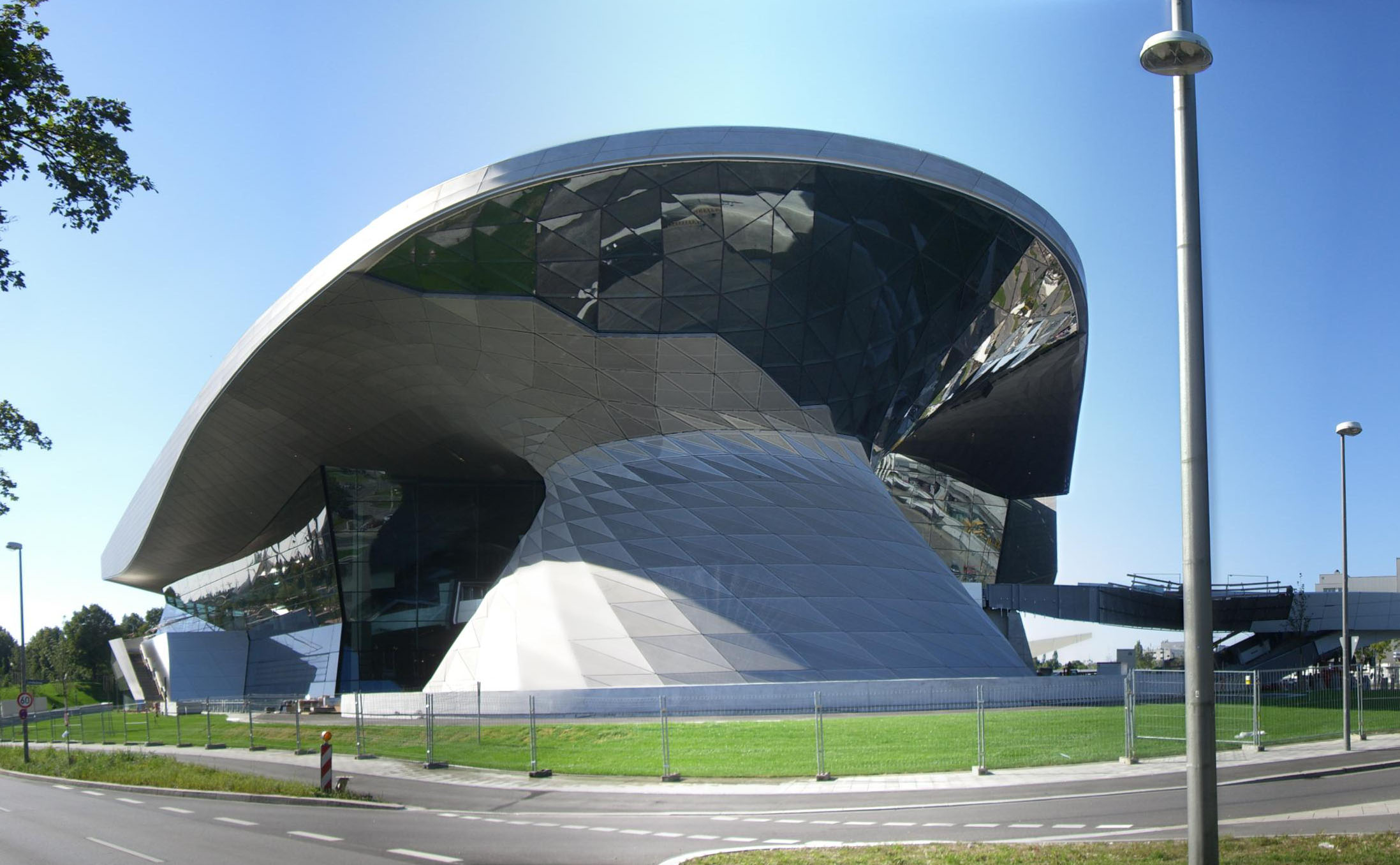
BMW-Welt kurz vor der Fertigstellung
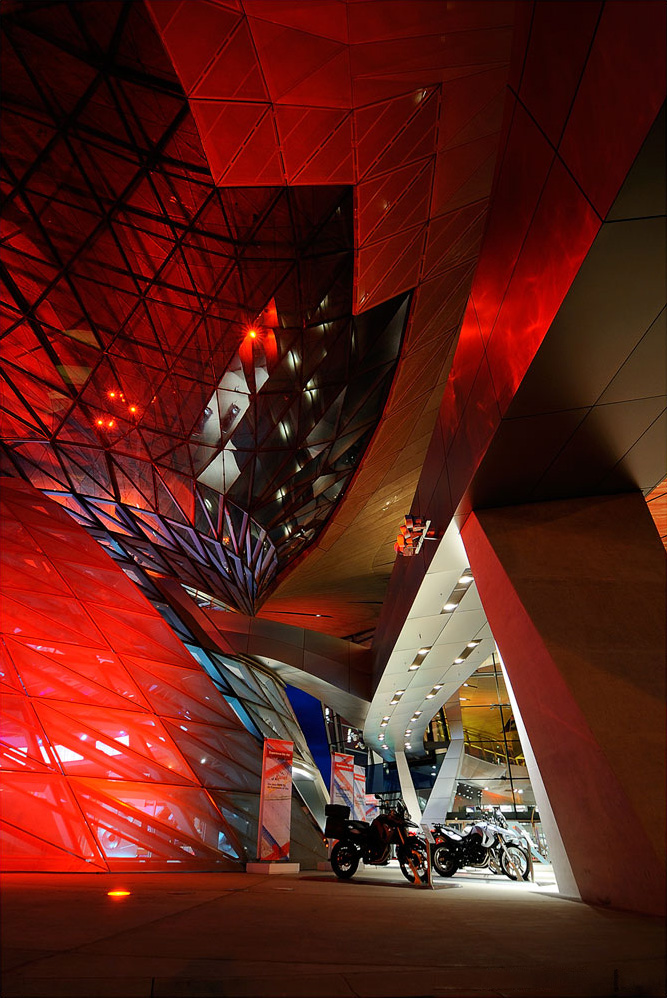
BMW-Welt in rot
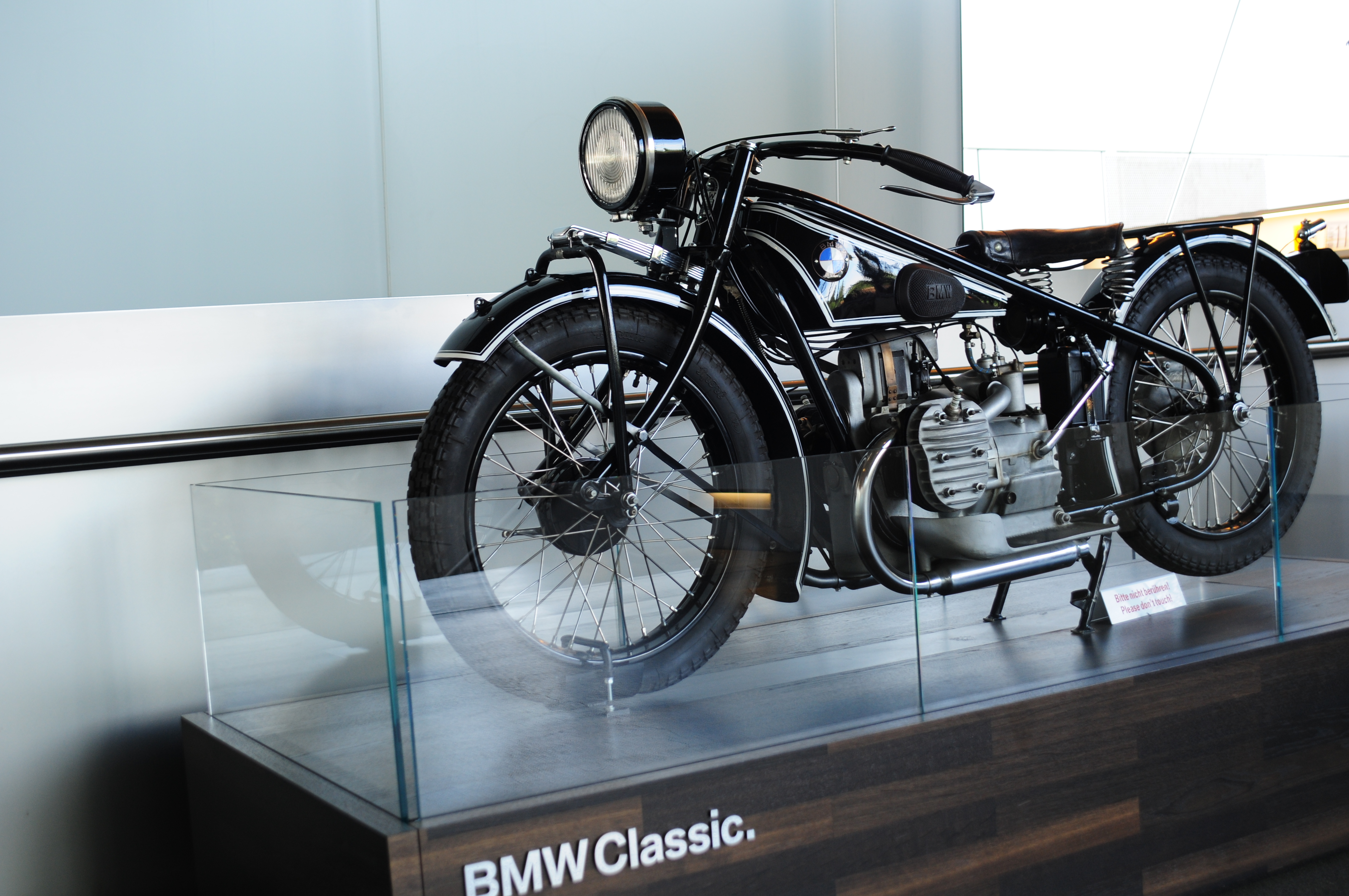
Historisches Motorrad
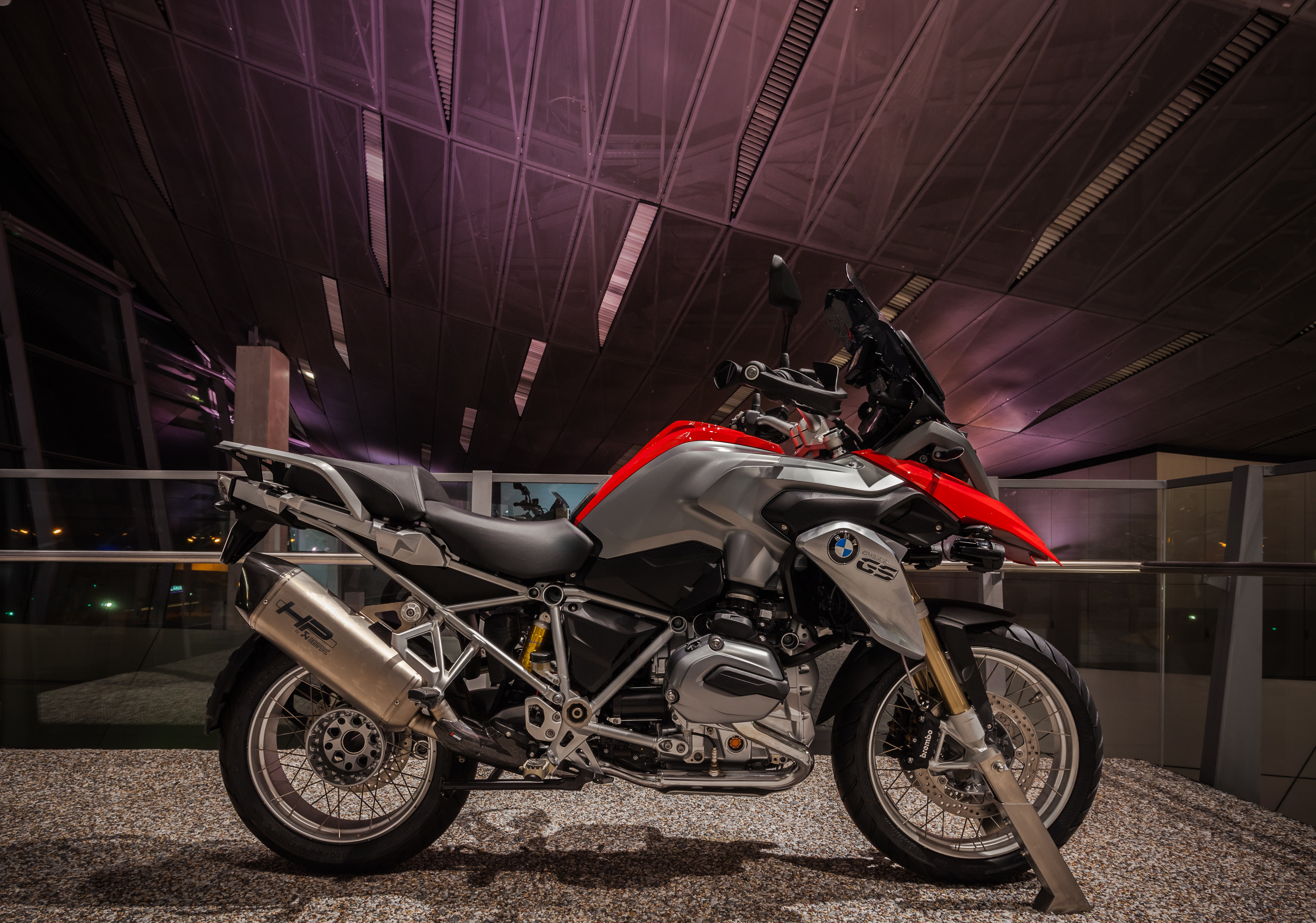
BMW R1200GS LC
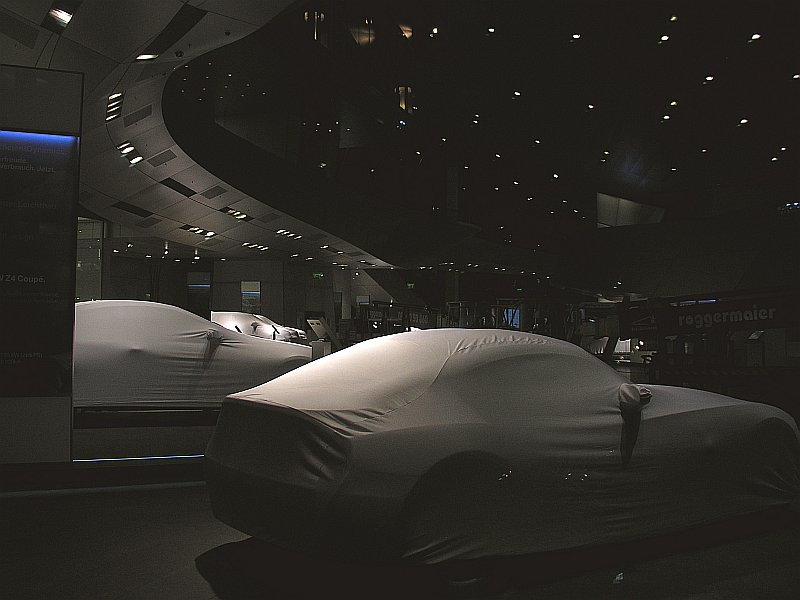
Nächtliche Impression der BMW-Welt sieben Tage vor der Eröffnung im Jahre 2007
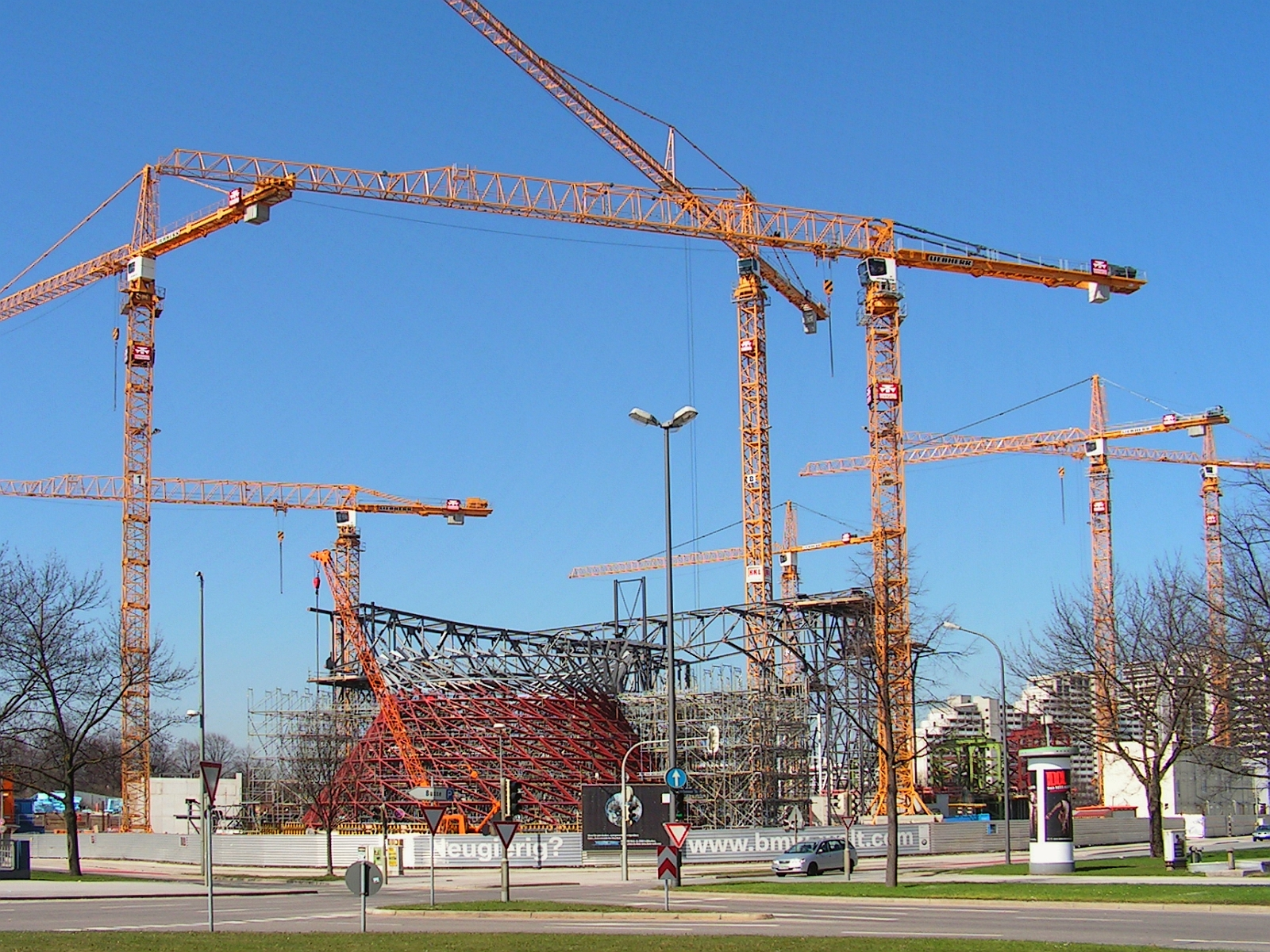
Stahlbauarbeiten für die BMW-Welt 2005

## Bildband
- Gernot Brauer: BMW Welt. Von der Vision zur Realität. Hrsg.: BMW AG. teNeues Verlag + Co.KG, Kempten (Allgäu) 2008, ISBN 978-3-8327-9231-2, S. 256.

## Ähnliche Einrichtungen
- Autostadt der Volkswagen AG
- Gläserne Manufaktur von Volkswagen in Dresden
- Mercedes-Benz Welt der Daimler AG
- Mirafiori Motor Village der Fiat S.p.A.
- museum mobile der Audi AG
- Porsche-Museum der Dr. Ing. h. c. F. Porsche AG